# Patrick Nève
Patrick Marie Ghislain Pierre Simon Stanislas (Patrick) Nève de Mévergnies (Luik, 13 oktober 1949 – 13 maart 2017) was een Belgische Formule 1-coureur.

## Loopbaan
In 1974 won Nève het STP Formule Ford kampioenschap. In 1975 reed hij mee in de Formule 3.
In 1976 begon hij zijn formule 1-carrière bij de teams Brabham en Ensign, waarna hij in 1977 overstapte naar het beginnende Williams GP Engineering-team met een privé-March.
Nève reed in totaal dertien Grands Prix. Omdat hij zich niet kon pre-kwalificeren in 1978 in Zolder, België, kan deze niet meegeteld worden als zijn veertiende deelname.
Nève overleed in maart 2017 op 67-jarige leeftijd in Graven, België.